# 10ドル紙幣 (オーストラリア)
オーストラリア10ドル紙幣 (オーストラリア10ドルしへい、$10) は、現在流通しているオーストラリア準備銀行券の一つ。1966年2月に旧オーストラリア5ポンド紙幣に代わり登場した。表面には「アンドルー・バートン・“バンジョー”・パターソン」の肖像が、裏面には「ダム・マリー・ギルモア」の肖像がデザインされている。

## 参考
1. ↑  http://www.rba.gov.au/banknotes/collecting/serial-info/index.html

- Ian W. Pitt, ed (2000年). Renniks Australian Coin and Banknote Values (19 ed.). Chippendale, NSW: Renniks Publications. pp. 170–172. ISBN 0-9585574-4-6

| 先代 5ポンド紙幣 (オーストラリア) | 10ドル（オーストラリア） 1966年–現在 | 次代 存在する |